# Herman Bjorn Dahle

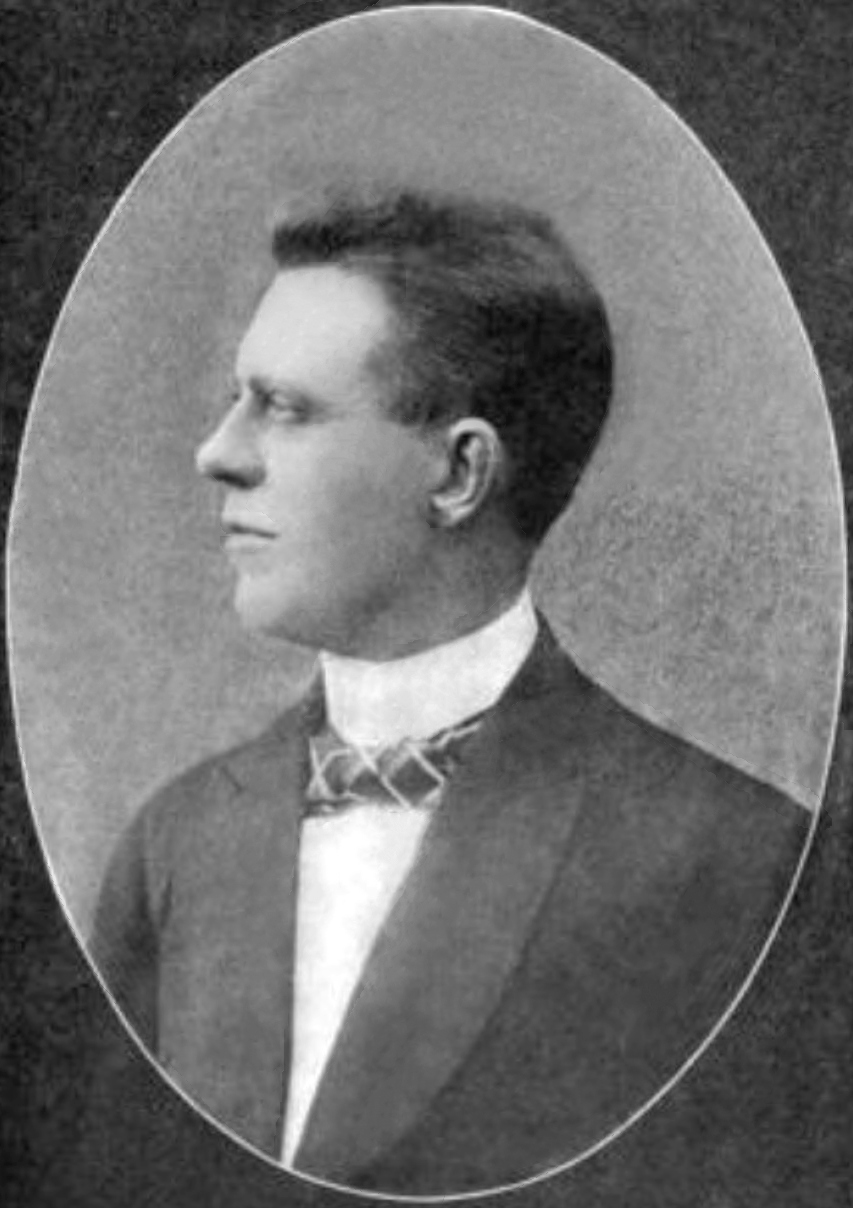
Herman Bjorn Dahle

Herman Bjorn Dahle (* 30. März 1855 in Perry, Dane County, Wisconsin; † 25. April 1920 in Mount Horeb, Wisconsin) war ein US-amerikanischer Politiker. Zwischen 1899 und 1903 vertrat er den Bundesstaat Wisconsin im US-Repräsentantenhaus.

## Werdegang
Herman Dahle besuchte die öffentlichen Schulen seiner Heimat und studierte danach bis 1877 an der University of Wisconsin in Madison. Im Jahr 1877 zog er nach Mount Vernon, wo er im Handel arbeitete. Dort verblieb er bis zu seinem Umzug nach Mount Horeb im Jahr 1887, wo er weiterhin im Handel beschäftigt war. Seit 1890 wurde Dahle auch im Bankgeschäft tätig.
Politisch war er Mitglied der Republikanischen Partei. Bei den Kongresswahlen des Jahres 1898 wurde er im zweiten Wahlbezirk von Wisconsin in das US-Repräsentantenhaus in Washington, D.C. gewählt, wo er am 4. März 1899 die Nachfolge von Edward Sauerhering antrat. Nach einer Wiederwahl im Jahr 1900 konnte er bis zum 3. März 1903 zwei Legislaturperioden im Kongress absolvieren. Im Jahr 1902 wurde Herman Dahle von seiner Partei nicht mehr für eine weitere Amtszeit nominiert.
Nach seinem Ausscheiden aus dem US-Repräsentantenhaus nahm Dahle seine früheren Tätigkeiten im Handel und im Bankgeschäft wieder auf. Er starb am 25. April 1920 in Mount Horeb und wurde dort auch beigesetzt.